# Kompaund gőzmozdonyok

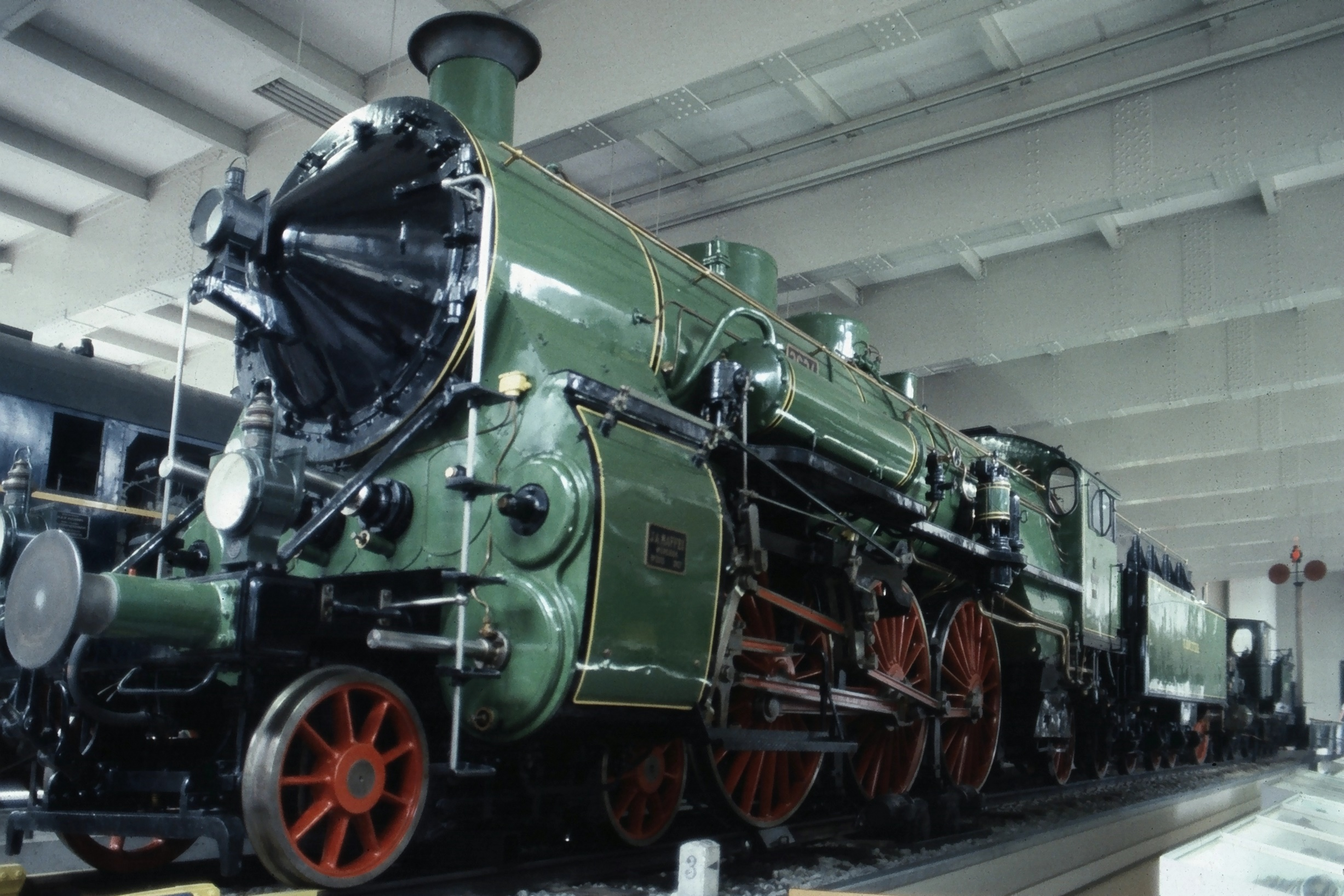
A bajor S 3/6 sorozatú négyhengeres kompaund gőzmozdony

A kompaund gőzmozdonyok olyan gőzmozdonyok, melyek a gőz munkáját két fokozatban, két külön, de egymással sorba kapcsolt gőzhengerrel használják ki, más szóval kétszeres expanziójú gőzgépek. Tehát a kompaund gőzmozdonyok legalább két, de gyakran négy (tehát két pár) hengerrel készültek. Emellett különleges megoldásként léteztek háromhengeres változatok is.

## Jellemzői
A kazánból kilépő friss gőz az ún. beömlőcsövön át az első, kisebb átmérőjű ún. nagynyomású hengerbe jut, ahol a gőz hőtartalmának egy része expanzió útján a hengerben dugattyúmozgássá, munkává alakul. A kilépő, de még mindig energiával rendelkező gőz az ún. átömlőcsövön keresztül egy köztes tárolóba (idegen szóval receiverbe) kerül, onnan pedig a nagy átmérőjű kisnyomású hengerbe jut, ahol újra expanzió általi munkát végez. A hajtott kerékpár kerekeire dugattyú egymáshoz képest 90°-os szöget bezárva csatlakozik, így a köztes tárolónak viszonylag nagy méretűnek lennie ahhoz, a nagynyomású henger dugattyújára ható ellennyomást ki lehessen küszöbölni. Amennyiben a nagy- és kisnyomású hengerek mozgása egymással közel vagy teljesen ellentétes, a köztes tároló helyett egy egyszerű átömlőcső is összekötheti a hengereket. A gőz kétszeres expanziója jelentősen növelheti a hatásfokot, és csökkentheti az tüzelőanyag- és vízfogyasztást. Az előny két fő részből tevődik össze: egyrészt kompaund rendszernél a gőzhengerekbe beáramló és az onnan kiáramló gőz hőfokának különbsége kisebb, így a hengerekbe áramló gőz kezdeti kondenzációja kisebb; másrészt a nagynyomású henger átömlési periódusa alatt utánpárolgott gőz a kisnyomású hengerben további munkát végezhet.
A kompaund hatás hatékony kihasználása érdekében a kazánt legalább 13 bar nyomású gőz termelésére kell alkalmassá tenni.
Telített (nedves) gőzüzemnél 12-16 bar gőznyomás esetén a gőzfogyasztás 12–25%-kal csökkenthető: ez azonos mértékű tüzelőanyagfogyasztás-csökkenést jelent. Az egyszeres expanziójú (iker-) gépezetekkel szembeni gazdaságosság még ennél is nagyobb lehet, a kevésbé igénybe vett kazán miatt. Túlhevítős gőzüzemnél a kompaund üzem előnye kisebb, mivel a túlhevített gőznél nagyobbak a lecsapódási veszteségek a gőzhengerekben. Így túlhevített gőzű mozdonyoknál kompaund gépezettel 10–15% az elérhető megtakarítás.
A rendszer hátránya egyrészt az, hogy nehezebb megindítani: különösen kéthengeres változat esetén, ha a nagynyomású henger valamelyik szélső állapotában van, a mozdony nem indul meg. Ezért különleges indítószerkezeteket, ún. indítókészüléket kell alkalmazni, amely a kisnyomású hengerbe is friss gőzt juttat, amíg a mozdony megindul. Négyhengeres kivitel esetén ez elvileg fölösleges, de a nagyobb indító vonóerő miatt mégis célszerű alkalmazni. További hátránya, hogy a két henger között optimális erőeloszlás csak egyetlen munkapontra korlátozódik. Ez stabil- és hajó-gőzgépeknél nem probléma, ugyanakkor a gőzmozdonynál a dugattyúsebesség és a vonóerőigény állandóan változik. Amennyiben ezen az egy ponton kívül üzemel a gép, az erőeloszlás nem egyenletes: a kéthengeres kompaund mozdony rángathat. Ezt a két henger folyamatos külön-külön szabályozásával lehetne kiküszöbölni, azonban ez igen gyakorlott mozdonyvezetőt igényelne, ráadásul a szabályozás túl sok idejét és figyelmét kötné le. Ezért általában mégis közösen szabályozzák a két hengert. A nagy átmérőjű kisnyomású henger üresjáratban nagyobb ellenállást fejt ki, amely főleg nagy sebességű mozdonyoknál kedvezőtlen, ezért ezt is kezelni kell különleges szerkezetekkel. A gyártó szempontjából hátrányos még, hogy a kompaund gőzmozdonyok méretezése viszonylag bonyolultabb.

## Története

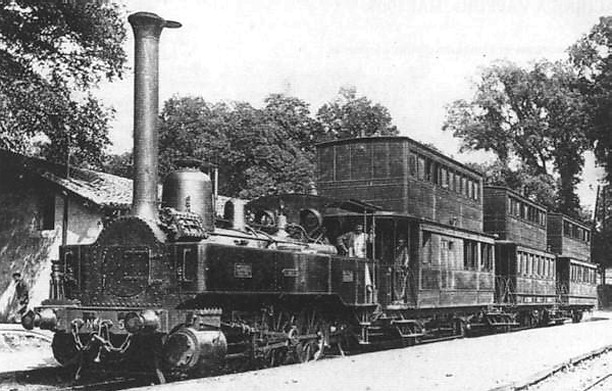
Mallet első kompaund mozdonya

A stabil gőzgépeknél már korábban bevezetett kompaund rendszer első kísérleti alkalmazása 1876-ban Anatole Mallet nevéhez fűződik. Mallet a Biarritz–Bayonne Vasút kéthengeres gőzmozdonyát szerelte fel egy nagy- és egy kisnyomású hengerrel, melyekben az expanzió osztottan, egymás után történik. A mozdonnyal 25%-os tüzelőanyag-megtakarítást ért el.
1880-ban először a Porosz Államvasutaknál August von Borries fejlesztett ki kéthengeres kompaund mozdonyt, a T 0-t. Angliában 1879-ben Webb London and North Western Railway számára egy háromhengeres kompaund mozdonyt épített két nagy- és egy kisnyomású hengerrel, melyek egy külön, kapcsolatlan kerékpárt hajtottak; ez a kísérlet azonban nem volt sikeres. Egy, a kereten belül elhelyezett nagy- és kívül elhelyezett két kisnyomású hengerrel Ausztriában a OMÁV részére készült a IVfc. osztályú C-tengelyelrendezésű mozdony 1892-ben. E mozdony utóbb IIIn. osztályjelzéssel a MÁV-hoz került, de bonyolult szerkezete miatt hamar kivonták a forgalomból.
Magyarországon 1883. június 11-én adták át Kordina Zsigmond vezetésével tervezett és épített első kompaund mozdonyt: a MÁV X. osztály 568 (később: 5154) psz. kéttengelyes szertartályos mozdonyát, amely a MÁV Gépgyár 75. gyári számú, 15. szerkezetszámú mozdonya volt. A mozdony sikere nyomán egy kivételével az összes ilyen mozdonyt kompaunddá alakították, és a MÁV ezek után a túlhevítős mozdonyok elterjedéséig szinte kizárólag kompaund rendszerű mozdonyokat vásárolt.
Franciaországban Alfred de Glehn tanulmányozta 1876-ban a kompaund gépezet mozdonyos alkalmazhatóságát és ezek alapján Gaston du Bousquet-val elkészítette az első négyhengeres kompaund mozdonyt, a 701. pályaszámút, melynek két nagynyomású hengere a hátsó, két kisnyomású hengere pedig az első kerékpárt hajtotta. Ilyen mozdonyok sorozatban elsőként a francia Chemins de fer du Nord számára épített 2'B1' tengelyelrendezésű („Atlantic”) mozdonyok voltak. A Porosz Államvasutak 79 db ilyen rendszerű S 7 típusú mozdony rendelt. Hazánkban a 301,501–502 pályaszámú mozdonyok készültek ehhez hasonló, de nagy- és kisnyomású hengerek helyét felcserélő rendszerrel. 
Dél-Németországban Badenben Courtin, Bajorországban Joseph Anton von Maffei, Szászországban Lindner, Württembergben Kittel nevéhez fűződik a kompaund mozdonyok bevezetésre. Poroszországban ezzel szemben a kezdeti lelkesedést követően, főleg a túlhevítős rendszer bevezetésével teljesen felhagytak az ilyen mozdonyok építésével. Magyarország hasonló utat járt be: a túlhevített gőz elterjedésével kompaund gépezetet csak Mallet-rendszerű (lásd lejjebb) mozdonyoknál alkalmaztak.
A magas tüzelőanyag-árak miatt és a technika finomodásával Franciaországban, Dél-Németországban, Ausztriában és Svájcban ezzel szemben a kompaund rendszert a túlhevítős mozdonyoknál is alkalmazták.
A kompaund mozdony fejlődésének csúcsát az 1940-es évekre érte el az észak-amerikai óriási Mallet-mozdonyok, valamint Európában az Andre Chapelon által korszerűsített egyes mozdonyok elkészültével. Így például az SNCF 242 A 1 sorozatú  francia háromhengeres kompaund (2'D2'-h3v) mozdonyaival 5300 LE (3900 kW) teljesítményt értek el.

## Jelentősebb típusváltozatok

### A de Glehn-rendszer

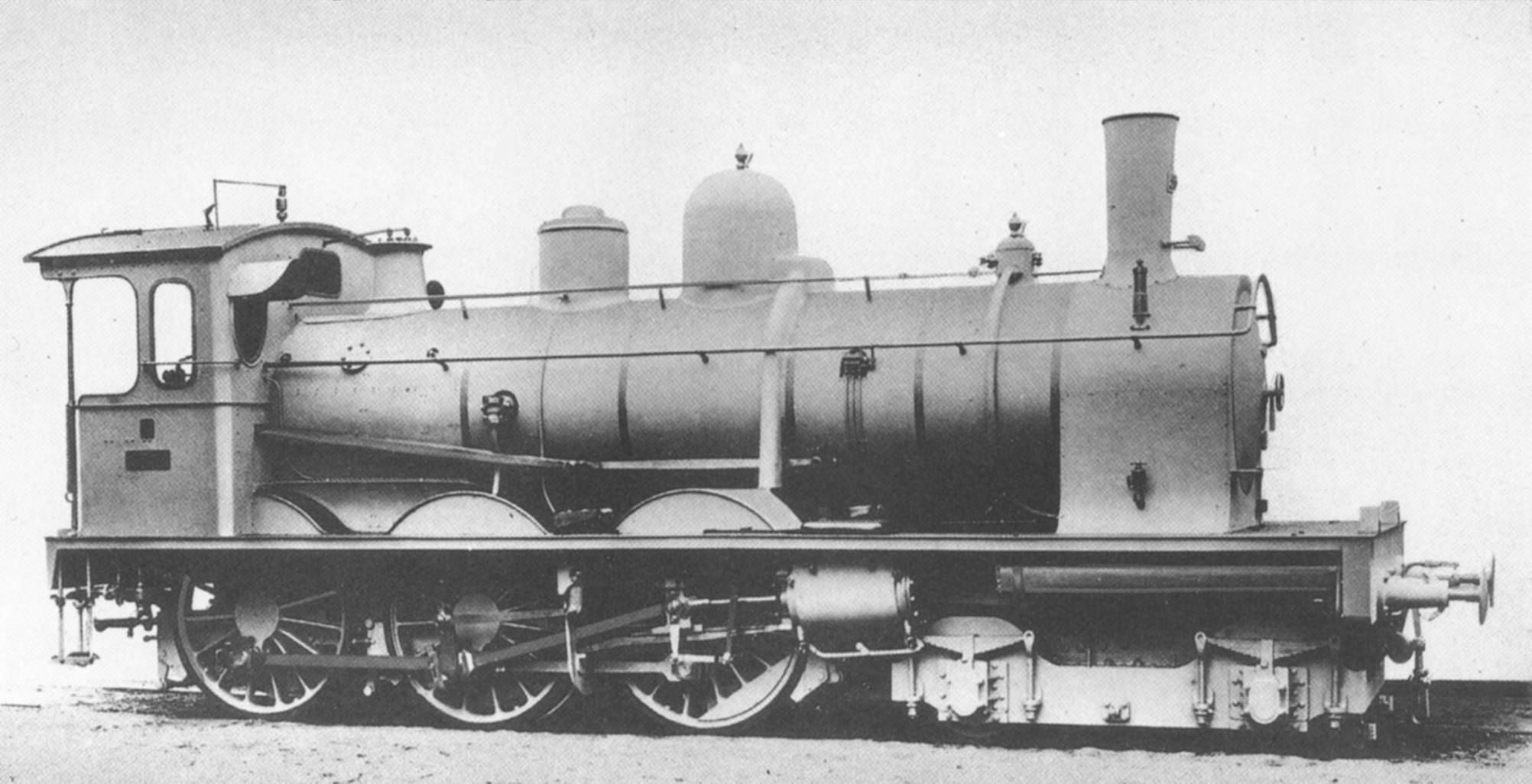
Badeni IV e osztály

A de Glehn-rendszernél (1890.) az egyik hengerpár az első, a másik hengerpár a második kapcsolt kerékpárt hajtja, így a munka két  tengelyre oszlik. A de Glehn-mozdonyok külső jellemzője voltak kereten kívülre, relatíve hátra csúsztatva elhelyezett nagynyomású hengerek. Az első kerékpárt hajtó két kisnyomású henger pedig a kereten belül, jóval a nagynyomású hengerek vonala előtt helyezkedett el. Két hajtott kerékpár esetén eleinte a csatlórudat nem is alkalmazták („B” helyett „AA” vagy „Bo” elrendezés), azonban az ilyen mozdonyok perdülésre való nagyobb hajlama miatt mégis visszatértek a csatlórúd alkalmazására. A de Glehn-mozdonyok a nagy- és kisnyomású hengerek teljes külön vezérelték, mely hengercsoportonként eltérő beállításokat tett lehetővé. E mozdonyokat speciális indítóberendezéssel is ellátták. A vezérlésnek négy üzemállapota volt:
1. négyhengeres kompaund üzemmód a tartós üzemben;
2. négyhengeres iker üzemmód indításkor;
3. kéthengeres iker üzemmód kizárólag a nagynyomású hengerek dolgoznak;
4. kéthengeres iker üzemmód kizárólag a kisnyomású hengerek dolgoznak.

További példák a de Glehn-rendszerre: a badeni IV e, a bajor C V, az Elzász–lotaringiai S 12, S 5 és T 17, a porosz P 7, S 10, S 5 és S 7, a szász X V, a württembergi D és F 1c, valamint a francia 231 E und 241 A. A Jura-Simplon-Bahn A 3/5 mozdonyai is de Glehn-mozdonyok voltak.

### A Borries-rendszer

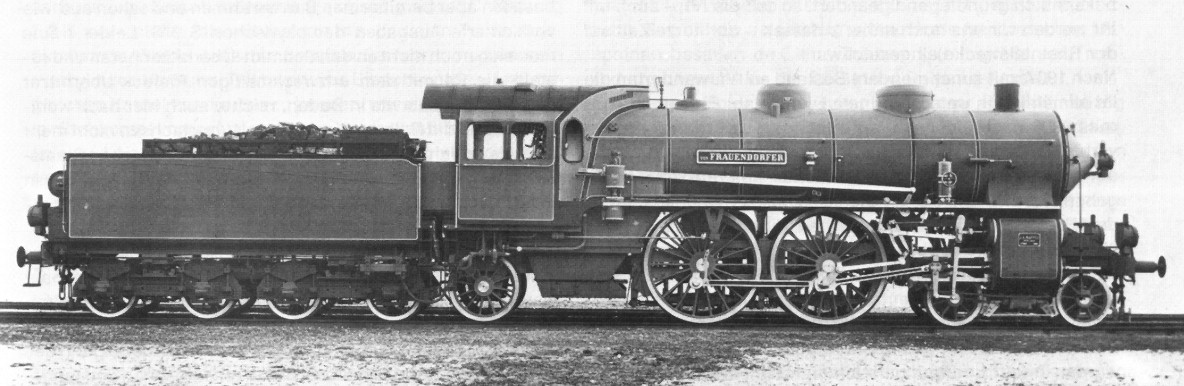
Pfalzi P 4 Borries-rendszerrel

A de Glehn-rendszerű mozdonyok egyesével vezérelhető hengereikkel a mozdonyvezető különleges képzettségét és figyelmét igényelte és ez utóbbi könnyen a pálya figyelésének rovására mehetett. Ehhez jött a vezérlés bonyolultsága, mely nehezítette a gyártást és a karbantartást a már amúgy is bonyolult szerkezetű kompaund mozdonyoknál. Emiatt nem terjedhetett el mindenütt de Glehn rendszere. Az 1897-ben August von Borries az általa kifejlesztett négyhengeres mozdonyoknál a vezérlést ezért úgy vonta össze, hogy csak két külső kormányvonórudat alkalmazott. Azért mind a négy henger az első kapcsolt kerékpárt hajtotta úgy, hogy a külső és belső forgattyúcsapok egymással szemben (180°-ban elforgatva) voltak. Így a hengerek mindig ellenkező irányba dolgoztak, ami a hajtóműerők nagy részét kiegyenlítette, így a kerekeken ellensúlyra nem volt szükség. Von Borries ezen kívül tökéletesítette az indítóberendezéseket és lefektette a hengerek és vezérlés célszerű méretezésének alapjait.
Németországban porosz S 5 és S 7 típusok a de Glehn-rendszer mellett von Borries-rendszerrel is készültek, az S 7 esetében a de Glehn-változatnál kétszer nagyobb (159 db) mennyiségben. A badeni IV f és a pfalzi Pfalzi P 4 szintén von Borries-rendszerű volt 35, illetve 11 db-os példányszámban.

### A Mallet- és a Meyer-rendszer

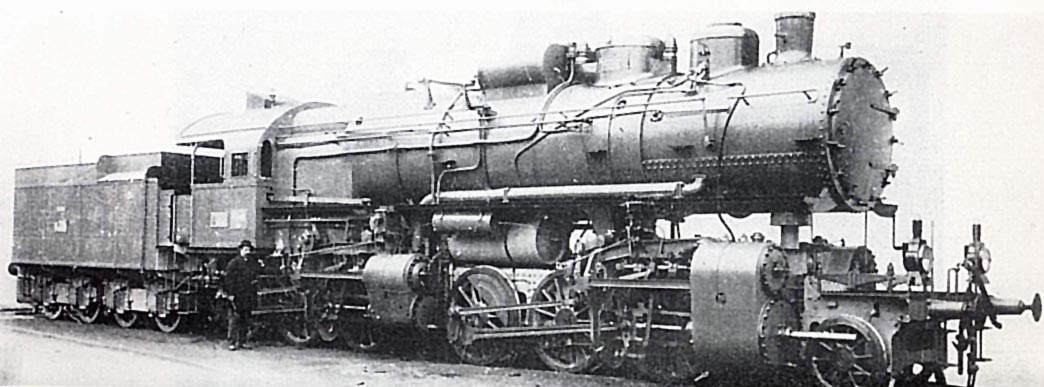
A MÁV 601 sorozatú Mallet-rendszerű mozdonya

A Mallet-rendszerű osztott keretű mozdonyok a kompaund rendszert előnyösen úgy használják ki, hogy az egyik keret kerékpárjait a nagynyomású hengerek, míg a másik keretbe ágyazott kerékpárokat a kisnyomású hengerek hajtják. Az első, elfordulni képes keret ún. Mallet-csapszeggel csatlakozik a hátsó, merev kerethez, melyre a kazán mereven fel van erősítve. A hátsó, merev keret kerékpárjait a nagynyomású hengerek, míg az ívbe állni képes első keretbe ágyazottakat a kisnyomású hengerek hajtják. Ennek az az oka, hogy a nagynyomású gőzt vezető csöveket célszerűbb inkább mereven rögzíteni és így azokat jobban tömíteni, míg az átömlőcsőnél kevésbé kritikus az elmozduló cső tömítése. A kisnyomású hengerekből kiáramló gőzt mozgatható csöveken vezetik gőzkiömlőbe a füstszekrény fúvócsövéhez. Mindkét keret gépezetének vezérlését egyszerre működtetik. A rendszer a hengerek és a vezérlés igen pontos méretezését igényli, ugyanis nem megfelelő méretek esetén valamelyik gépezet kerékpárjai megperdülhetnek, amely az átömlőcsőnél nyomásesést/nyomásnövekedést okoz és emiatt a másik gépezet is megperdül. Ez a tulajdonság eleinte akadályozta a rendszer szélesebb körű elterjedését. Európában a Mallet-rendszer e problémáit Magyarországon az elsők között sikerült kiküszöbölni és idehaza is terjedt el a leginkább, köszönhetően a több nagy forgalmú, nagy emelkedésű, de számos kis sugarú ívvel rendelkező hegyi pályáknak, amelyekre megfelelő teljesítményű osztatlan keretes mozdonyt nem lehetett készíteni. A magyar mérnökök hosszas fejlesztések után igen nagy gyakorlatot szereztek ilyen mozdonyok építésében. Az első ilyen hazai mozdonytípus a IVd. osztályú (422 sorozat) volt 1898-ban, melyet a IVe. osztályú (401 sorozat 1905.), majd a VIm. osztályú (651 sorozat 1909.) mozdonyok követtek. A hazai (és európai) Mallet-mozdonyok csúcsa a Magyar Királyi Állami Vasgyárakban 1914-re elkészült 1'C+C tengelyelrendezésű 601 sorozatú mozdonyok voltak, melyek építésükkor Európa legnagyobb és legerősebb mozdonyai voltak.
A Meyer-rendszernél mindkét keret mozgatható, így a merev nagynyomású gőzvezeték előnye elveszik.

### A Vauclain-rendszer

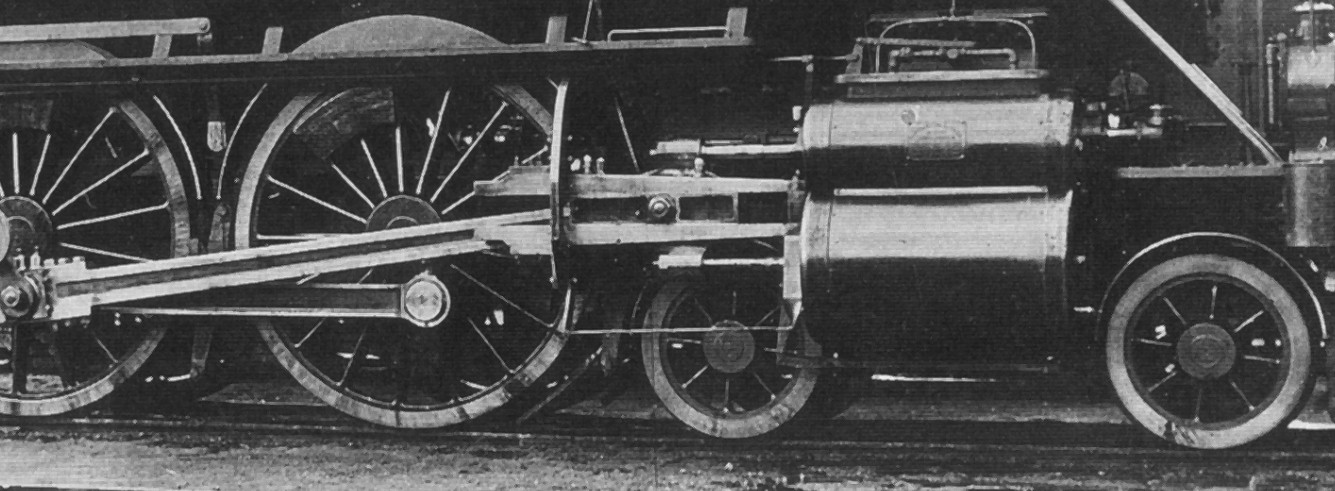
A bajor S 2/5 Vauclain-gépezettel

Ennél a főleg az Egyesült Államokban elterjedt rendszernél a mozdony mindkét oldalán egy nagy- és egy kisnyomású henger található, melyeket egy blokkban öntenek ki. Mindkét dugattyúrúd közös keresztfejre dolgozik. A rendszer előnye a jó áttekintetőség és az, hogy nem szükséges belső forgattyúcsappal rendelkező („görbített”) kerékpártengely. Legnagyobb hátránya a rossz tömegkiegyenlítés, mivel a nagy- és kisnyomású hengerek dugattyúi nincsenek egymással szemben kiegyenlítve.

## Indítókészülékek

### A Borries-rendszerű indítókészülék
Központi eleme az indítószelep (más néven visszacsapószelep, tányérszelep), mely a nagynyomású henger kiömlőcsövét és a kisnyomású henger beömlőcsövét összekötő átömlőcsőbe, az úgynevezett recevierbe van beiktatva és mozdonysátorból rudazattal működtetett frissgőz-beeresztőszeleppel (vagy -tolattyúval) lehet az alsó szelepüléséről felemelni. A gépezet kompaund működése közben a szelep saját tömegénél fogva a szelepülésén ül és lehetővé teszi a nagy- és a kisnyomású henger között a gőz akadálytalan áramlását. Indításkor a mozdonyvezető a gőzszabályozó nyitása után a frissgőz-beeresztőszelepet is nyitotta, így az indítószelep alá gőz áramlik, mely ettől felemelkedik és a felső szelepüléshez szorul. Ez megakadályozza, hogy a nagynyomású hengerből kiömlő gőz a kisnyomású hengerbe jusson, ezzel egy időben friss gőzt bocsát a kisnyomású hengerbe. A nagynyomású henger első gőzkiömlése (a mozdony kerekeinek 180°-os elfordulása után) az indítószelepet újra az alsó szelepüléshez szorítja. Ekkor a frissgőz-beeresztőszelepet azonnal el kell zárni, különben a kétféle gőzáram az indítószelepet hol a felső, hol az alsó szelepüléshez lökné, mely a szelep sérüléséhez vezetett volna.

Előnyei:
- egyszerű felépítés.

Hátrányai:
- csak a mozdony megmozdítására használható, fél kerékfordulatig,
- kezelése a szelep sérülésének veszélye miatt fokozott óvatosságot igényelt.

A MÁV kompaund mozdonyainak többsége ezzel a rendszerrel készült.

### A Gölsdorf-rendszerű indítókészülék
Ez az ötletes és jól bevált szerkezet a kisnyomású gőzhenger tolattyútükrébe vágott két nyílásból áll, amelyeket a gőzbeömlővel csővezeték köt össze. A nyílásokat a kisnyomású síktolattyú széle lefedi és csak 60–65%-nál nagyobb töltések mellett nyitja. Így a mozdony nagyobb sebességeknél is tartósan ikergépként üzemelhet és egyszerűen a hengertöltés állításával nyitható és zárható. Indításkor a kormányművet teljes töltésre állítják és a hengercsapokat elzárják. Az első kerékfordulat után a töltést kb. 70%-ra csökkentették és kinyitották a hengercsapokat.

Előnyei:
- igen egyszerű felépítés,
- a gépezet hosszabb ideig ikergépezetként dolgozhat,
- külön kezelést nem igényel.

Hátrányai:
- indításnál más kompaund gőzmozdonyokhoz képest 6–12%-kal nagyobb hengertöltést kell alkalmazni, ami a tüzelőanyag-fogyasztást megnöveli,
- folyamatos üzemben a kisnyomású legfeljebb 60–65%-os hengertöltés adható, ezért a megfelelő teljesítmény biztosításához a kisnyomású hengert az ideálisnál nagyobb átmérővel, így nagyobb tömeggel kell építeni.

A kkStB kompaund mozdonyainak mindegyike ezzel a rendszerrel készült.